# B. Nagy János (operaénekes)
B. Nagy János (Pocsaj, 1940. július 9. – Budapest, 2007. december 22.) operaénekes (tenor).

## Pályája
Tanulmányait 1961-től 1965-ig a Bartók Béla Zeneművészeti Szakközépiskolában Kerényi Miklós György növendékeként végezte. Pályafutását 1963-ban a Honvéd Művészegyüttesben kezdte. 1967-től 1971-ig az Állami Népi Együttes tagja, 1971-es operaházi debütálása óta – Don José (Bizet: Carmen) szerepében – az olasz és francia repertoár valamennyi tenor szerepét elénekelte. Első Puccini-főszerepét, Des Grieux-t (Manon Lescaut) 1975-ben énekelte. Az 1977/78-as évadban közreműködött Szokolay Sándor Sámson című operájának ősbemutatóján, amelyben Jephta szerepét bízták rá.
Az 1980/81-es évadtól kezdve B. Nagy János a Magyar Állami Operaház mellett a Duisburg-Düsseldorfi Rajnai Német Operában is rendszeresen fellépett. A két anyaszínház mellett, rendszeresen szerepelt Európa vezető operaházaiban is.

## Hanglemezfelvételei

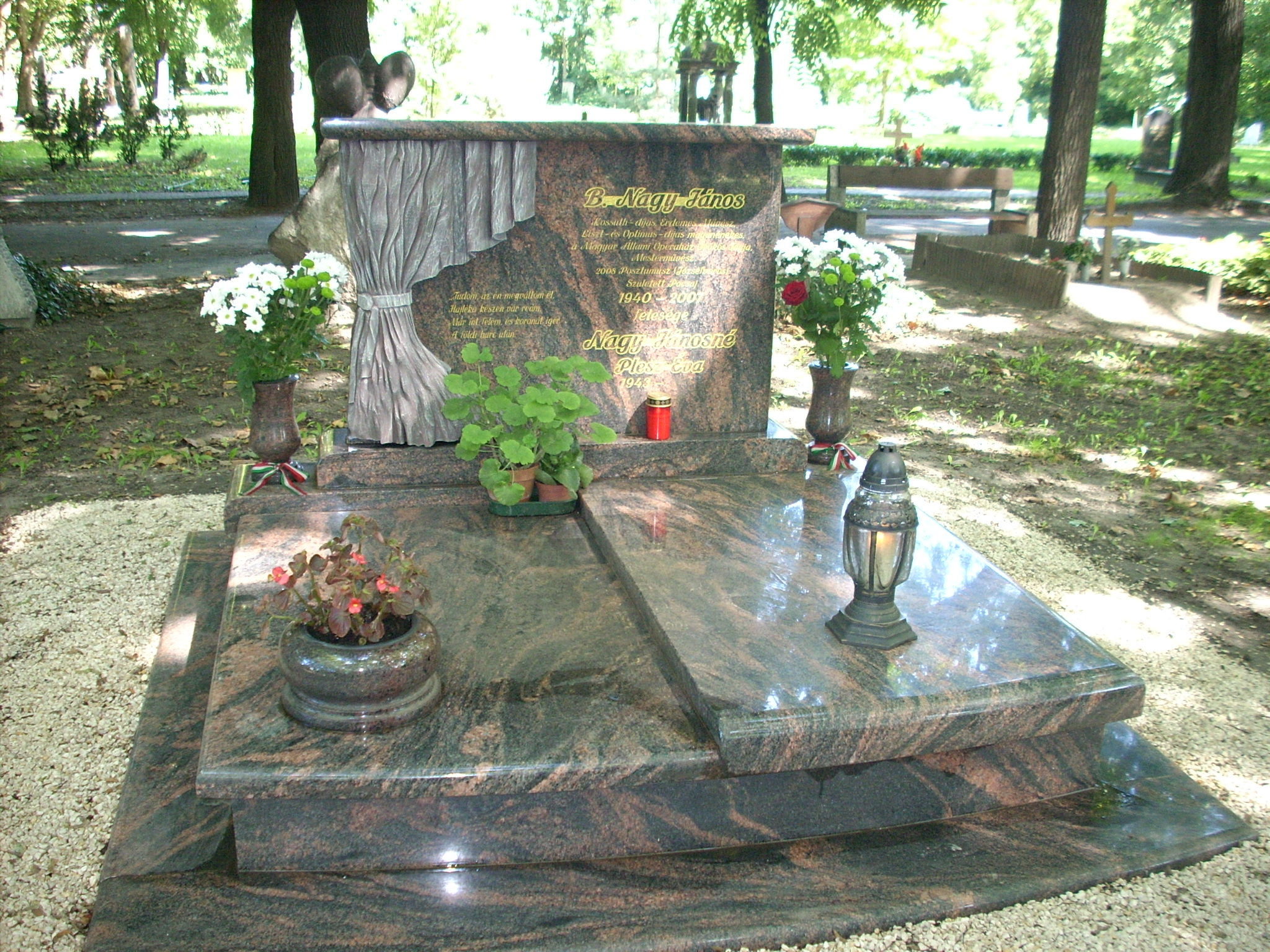
B. Nagy János sírja Budapesten. Kerepesi temető: 42/1-D-1/2.

Recondita armonia című árialemezét a külföldi hanglemezkritika egyöntetűen elragadtatott jelzőkkel méltatta. 1983-ban címszereplésével rögzítette a Hungaroton Arrigo Boito Nerone című operáját. A Giuseppe Patané vezényletével rögzített Simon Boccanegra 1984-ben „Az év hanglemeze” lett. 1987-ben, Lamberto Gardellivel vette fel a Hungaroton Verdi: Attila című operáját.
Oratóriumfelvételei között kiemelkedő nemzetközi fogadtatásra találtak Kodály-interpretációi.
Közülük CD-n (is) megjelent:
- Boito: Nerone (teljes opera) Hungaroton HCD 12487-89
- Rossini: Mózes (olasz változat teljes felvétele) HCD 12290-92
- Verdi: Attila (teljes opera) Hungaroton HCD 12934-35
- Verdi: Simon Boccanegra (teljes opera) Hungaroton HCD 12522-23
- Kodály: Psalmus Hungaricus + Missa Brevis + Budavári Te Deum (teljes művek) Arts Music 47378-2
- Liszt: Krisztus (teljes oratórium) Hungaroton HCD 12831-33
- B. Nagy János (részletek olasz operákból) Hungaroton HCD 31698
- Respighi: Maria Egiziaca (teljes opera) HCD 31118
- Cavalli: Magnificat HCD 12920

## Főbb szerepei
- Oronte (Verdi: A lombardok)
- Macduff (Verdi: Macbeth)
- Pollione (Bellini: Norma)
- André Chénier (Giordano)
- Ernani (Verdi)
- Don Carlos (Verdi)
- Des Grieux (Puccini: Manon Lescaut)
- Cavaradossi (Puccini: Tosca)
- Kalaf (Puccini: Turandot)
- Manrico (Verdi: A trubadúr)
- Alvaro (Verdi: A végzet hatalma)
- Nemorino (Donizetti: Szerelmi bájital)
- Don José (Bizet: Carmen)
- Radames (Giuseppe Verdi: Aida)
- A Mantuai herceg (Giuseppe Verdi: Rigoletto)
- Germont Alfréd (Giuseppe Verdi: Traviata)
- Turiddu (Pietro Mascagni: Parasztbecsület)
- Canio (Ruggero Leoncavallo: Bajazzók)
- Otello (Giuseppe Verdi)
- Maurizio ( Francesco Cilèa: Adriana Lecouvreur)
- Henri (Giacomo Puccini: A köpeny)
- Olasz énekes (R. Strauss: Rózsalovag)
- Alfréd (Strauss: A denevér)

## Díjai
- Liszt Ferenc-díj (1980)
- Érdemes művész (1985)
- Székely Mihály-emlékplakett (1985)
- Kossuth-díj (2007)
- Optimus-díj
- Magyar Állami Operaház örökös tagja